# Internationaal Kampioenschap voor Constructeurs (rally)
Het Internationaal Kampioenschap voor Constructeurs, officieel bekend als het International Championship for Manufacturers (IMC), was een kampioenschap in de rallysport, georganiseerd door de overkoepelende automobiel organisatie FIA van 1970 tot en met 1972. Het werd voor het seizoen 1973 vervangen door het Wereldkampioenschap Rally.

## Geschiedenis
De stijgende populariteit van de rallysport in de jaren zestig resulteerde in de beslissing van de FIA om een kampioenschap open te stellen voor constructeurs, om op die manier de interesse te waarborgen. Het inaugurele seizoen vond plaats in 1970, waarin Porsche succesvol was met drie overwinningen van een latere wereldkampioen: Björn Waldegård. Porsche won uiteindelijk de eerste constructeurstitel in het kampioenschap met een kleine marge op de Franse Alpine-Renault formatie. In 1971 had Alpine-Renault ditmaal de bovenliggende hand. Ove Andersson, die later successen zou boeken als teambaas van Toyota in het WK-Rally, won viermaal met de Alpine A110 en Bernard Darniche won voor het team de laatste editie van de Coupe des Alpes. Het laatste jaar van het kampioenschap was in 1972, waarin Lancia de basis zou leggen op hun toekomstige successen in het WK-Rally. Met rijders Simo Lampinen, Harry Källström, Sandro Munari en Amilcare Ballestrieri won Lancia de titel.
De FIA besloot vervolgens vanaf 1973 het Wereldkampioenschap Rally te introduceren. De negen rally's die in 1972 deel uitmaakte van het IMC, werden ook onderdeel van het inaugerele seizoen van het WK. Net als het IMC stond dit in eerste instantie enkel open voor constructeurs. In het seizoen 1977 werd de onofficiële FIA Cup for Drivers geïntroduceerd, wat uiteindelijk in het seizoen 1979 werd opgevolgd door een officieel rijderskampioenschap.

## Complete resultaten

### Seizoen 1970
| Ronde | Rally                                                         | Competitieve afstand    | Podium | Podium              | Podium                     | Podium     |
| Ronde | Rally                                                         | Competitieve afstand    | Pos    | Rijder              | Auto                       | Tijd       |
| ----- | ------------------------------------------------------------- | ----------------------- | ------ | ------------------- | -------------------------- | ---------- |
| 1     | 39ème Rallye Automobile de Monte Carlo (16 – 24 januari 1970) | 16 proeven 405,5 km     | 1      | Björn Waldegård     | Porsche 911 S              | 05:29.04   |
| 1     | 39ème Rallye Automobile de Monte Carlo (16 – 24 januari 1970) | 16 proeven 405,5 km     | 2      | Gérard Larousse     | Porsche 911 S              | 05:31.03   |
| 1     | 39ème Rallye Automobile de Monte Carlo (16 – 24 januari 1970) | 16 proeven 405,5 km     | 3      | Jean-Pierre Nicolas | Alpine-Renault A110 1600   | 05:31.54   |
|       |                                                               |                         |        |                     |                            |            |
| 2     | 21st International Swedish Rally (11 – 15 februari 1970)      | 40 proeven 1282 km      | 1      | Björn Waldegård     | Porsche 911 S              | 12:20.50   |
| 2     | 21st International Swedish Rally (11 – 15 februari 1970)      | 40 proeven 1282 km      | 2      | Stig Blomqvist      | Saab 96 V4                 | 12:44.06   |
| 2     | 21st International Swedish Rally (11 – 15 februari 1970)      | 40 proeven 1282 km      | 3      | Lillebror Nasenius  | Opel Kadett Rallye         | 12:59.33   |
|       |                                                               |                         |        |                     |                            |            |
| 3     | 1º Sanremo-Sestriere - Rally d'Italia (4 – 8 maart 1970)      | 29 proeven 283 km       | 1      | Jean-Luc Thérier    | Alpine-Renault A110 1600   | 13.30,5    |
| 3     | 1º Sanremo-Sestriere - Rally d'Italia (4 – 8 maart 1970)      | 29 proeven 283 km       | 2      | Harry Källström     | Lancia Fulvia 1.6 Coupé HF | 17.10,7    |
| 3     | 1º Sanremo-Sestriere - Rally d'Italia (4 – 8 maart 1970)      | 29 proeven 283 km       | 3      | Jean Vinatier       | Alpine-Renault A110 1600   | 26.40,0    |
|       |                                                               |                         |        |                     |                            |            |
| 4     | 18th East African Safari Rally (26 – 28 maart 1970)           | - tijdcontroles 5310 km | 1      | Edgar Herrmann      | Datsun 1600 SSS            | 06:35      |
| 4     | 18th East African Safari Rally (26 – 28 maart 1970)           | - tijdcontroles 5310 km | 2      | Joginder Singh      | Datsun 1600 SSS            | 07:26      |
| 4     | 18th East African Safari Rally (26 – 28 maart 1970)           | - tijdcontroles 5310 km | 3      | Bert Shankland      | Peugeot 504                | 08:09      |
|       |                                                               |                         |        |                     |                            |            |
| 5     | 41. Österreichische Alpenfahrt (6 – 10 mei 1970)              | 12 proeven 211 km       | 1      | Björn Waldegård     | Porsche 911 S              | 02:30.16,8 |
| 5     | 41. Österreichische Alpenfahrt (6 – 10 mei 1970)              | 12 proeven 211 km       | 2      | Håkan Lindberg      | Saab 96 V4                 | 02:34.10,0 |
| 5     | 41. Österreichische Alpenfahrt (6 – 10 mei 1970)              | 12 proeven 211 km       | 3      | Jean-François Piot  | Ford Escort TC             | 02:34.37,6 |
|       |                                                               |                         |        |                     |                            |            |
| 6     | 18th Acropolis Rally (28 – 31 mei 1970)                       | 21 proeven 270 km       | 1      | Jean-Luc Thérier    | Alpine-Renault A110 1600   | 1.48,1     |
| 6     | 18th Acropolis Rally (28 – 31 mei 1970)                       | 21 proeven 270 km       | 2      | Jean Vinatier       | Alpine-Renault A110 1600   | 6.25,4     |
| 6     | 18th Acropolis Rally (28 – 31 mei 1970)                       | 21 proeven 270 km       | 3      | Ove Andersson       | Ford Escort TC             | 6.27,4     |
|       |                                                               |                         |        |                     |                            |            |
| 7     | 19th Daily Mirror RAC Rally (13 – 18 november 1970)           | 82 proeven 600 km       | 1      | Harry Källström     | Lancia Fulvia 1.6 Coupé HF | 09:01.50   |
| 7     | 19th Daily Mirror RAC Rally (13 – 18 november 1970)           | 82 proeven 600 km       | 2      | Ove Eriksson        | Opel Kadett Rallye         | 09:04.18   |
| 7     | 19th Daily Mirror RAC Rally (13 – 18 november 1970)           | 82 proeven 600 km       | 3      | Lillebror Nasenius  | Opel Kadett Rallye         | 09:13.18   |

### Eindstand kampioenschap
| Pos | Merk           | MON | SWE | ITA | KEN | AUT | GRE | GBR | Pts |
| --- | -------------- | --- | --- | --- | --- | --- | --- | --- | --- |
| 1   | Porsche        | 9   | 9   |     |     | 9   |     | 1   | 28  |
| 2   | Alpine-Renault | 4   |     | 9   |     | 2   | 9   | 2   | 26  |
| 3   | Lancia         | 1   |     | 6   |     |     |     | 9   | 16  |
| 4   | Saab           |     | 6   | 3   |     | 6   |     |     | 15  |
| 5   | Opel           |     | 4   |     |     |     |     | 6   | 10  |
| =   | Ford           | 2   |     |     |     | 4   | 4   |     | 10  |
| 7   | Datsun         |     |     |     | 9   |     |     |     | 9   |
| 8   | Peugeot        |     |     |     | 4   |     |     |     | 4   |
| 9   | Fiat           |     |     | 1   |     |     | 2   |     | 3   |
| 10  | Volvo          |     |     |     | 2   |     |     |     | 2   |
| 11  | BMW            |     | 1   |     |     |     |     |     | 1   |
| =   | Triumph        |     |     |     | 1   |     |     |     | 1   |
| =   | Volkswagen     |     |     |     |     | 1   |     |     | 1   |

### Seizoen 1971
| Ronde | Rally                                                         | Competitieve afstand    | Podium | Podium                | Podium                     | Podium   |
| Ronde | Rally                                                         | Competitieve afstand    | Pos    | Rijder                | Auto                       | Tijd     |
| ----- | ------------------------------------------------------------- | ----------------------- | ------ | --------------------- | -------------------------- | -------- |
| 1     | 40ème Rallye Automobile de Monte Carlo (22 – 29 januari 1971) | 15 proeven 405,5 km     | 1      | Ove Andersson         | Alpine-Renault A110 1600   | 06:30.54 |
| 1     | 40ème Rallye Automobile de Monte Carlo (22 – 29 januari 1971) | 15 proeven 405,5 km     | 2      | Jean-Luc Thérier      | Alpine-Renault A110 1600   | 06:31.34 |
| 1     | 40ème Rallye Automobile de Monte Carlo (22 – 29 januari 1971) | 15 proeven 405,5 km     | 3      | Björn Waldegård       | Porsche 914/6              | 06:32.45 |
|       |                                                               |                         |        |                       |                            |          |
| 2     | 22nd International Swedish Rally (17 – 21 februari 1971)      | 39 proeven - km         | 1      | Stig Blomqvist        | Saab 96 V4                 | 08:35.29 |
| 2     | 22nd International Swedish Rally (17 – 21 februari 1971)      | 39 proeven - km         | 2      | Lars Nyström          | BMW 2002 TI                | 08:40.42 |
| 2     | 22nd International Swedish Rally (17 – 21 februari 1971)      | 39 proeven - km         | 3      | Harry Källström       | Lancia Fulvia 1.6 Coupé HF | 08:41.36 |
|       |                                                               |                         |        |                       |                            |          |
| 3     | 2º Sanremo-Sestriere - Rally d'Italia (14 – 17 maart 1971)    | 27 proeven - km         | 1      | Ove Andersson         | Alpine-Renault A110 1600   | 18.32,0  |
| 3     | 2º Sanremo-Sestriere - Rally d'Italia (14 – 17 maart 1971)    | 27 proeven - km         | 2      | Amilcare Ballestrieri | Lancia Fulvia 1.6 Coupé HF | 22.40,0  |
| 3     | 2º Sanremo-Sestriere - Rally d'Italia (14 – 17 maart 1971)    | 27 proeven - km         | 3      | Sergio Barbasio       | Lancia Fulvia 1.6 Coupé HF | 23.51,5  |
|       |                                                               |                         |        |                       |                            |          |
| 4     | 19th East African Safari Rally (8 – 12 april 1971)            | - tijdcontroles 6400 km | 1      | Edgar Herrmann        | Datsun 240Z                | 03:37    |
| 4     | 19th East African Safari Rally (8 – 12 april 1971)            | - tijdcontroles 6400 km | 2      | Shekhar Mehta         | Datsun 240Z                | 03:40    |
| 4     | 19th East African Safari Rally (8 – 12 april 1971)            | - tijdcontroles 6400 km | 3      | Bert Shankland        | Peugeot 504                | 05:27    |
|       |                                                               |                         |        |                       |                            |          |
| 5     | 14ème Rallye du Maroc (28 april – 1 mei 1971)                 | 10 proeven 1200 km      | 1      | Jean Deschazeaux      | Citroën SM                 | 15:56.35 |
| 5     | 14ème Rallye du Maroc (28 april – 1 mei 1971)                 | 10 proeven 1200 km      | 2      | Guy Chasseuil         | Peugeot 504                | 16:22.37 |
| 5     | 14ème Rallye du Maroc (28 april – 1 mei 1971)                 | 10 proeven 1200 km      | 3      | Bernard Consten       | Citroën DS 21              | 17:26.04 |
|       |                                                               |                         |        |                       |                            |          |
| 6     | 42. Österreichische Alpenfahrt (13 – 16 mei 1971)             | 18 proeven 242 km       | 1      | Ove Andersson         | Alpine-Renault A110 1600   | 03:19.05 |
| 6     | 42. Österreichische Alpenfahrt (13 – 16 mei 1971)             | 18 proeven 242 km       | 2      | Alcide Paganelli      | Fiat 124 Sport Spyder      | 03:24.57 |
| 6     | 42. Österreichische Alpenfahrt (13 – 16 mei 1971)             | 18 proeven 242 km       | 3      | Klaus Russling        | Volkswagen 1302S           | 03:33.50 |
|       |                                                               |                         |        |                       |                            |          |
| 7     | 19th Acropolis Rally (27 – 30 mei 1971)                       | 26 proeven - km         | 1      | Ove Andersson         | Alpine-Renault A110 1600   | 05:07.27 |
| 7     | 19th Acropolis Rally (27 – 30 mei 1971)                       | 26 proeven - km         | 2      | Jean-Pierre Nicolas   | Alpine-Renault A110 1600   | 05:10.19 |
| 7     | 19th Acropolis Rally (27 – 30 mei 1971)                       | 26 proeven - km         | 3      | Simo Lampinen         | Lancia Fulvia 1.6 Coupé HF | 05:21.07 |
|       |                                                               |                         |        |                       |                            |          |
| 8     | 20th Daily Mirror RAC Rally (20 – 25 november 1971)           | 72 proeven 580 km       | 1      | Stig Blomqvist        | Saab 96 V4                 | 07:30.47 |
| 8     | 20th Daily Mirror RAC Rally (20 – 25 november 1971)           | 72 proeven 580 km       | 2      | Björn Waldegård       | Porsche 911 S              | 07:34.00 |
| 8     | 20th Daily Mirror RAC Rally (20 – 25 november 1971)           | 72 proeven 580 km       | 3      | Carl Orrenius         | Saab 96 V4                 | 07:40.01 |

Notitie:
- De Coupes des Alpes zag minder dan 50 deelnemers aan de start komen, waardoor deze niet werd meegerekend in het kampioenschap.

### Eindstand kampioenschap
| Pos | Merk           | MON | SWE | ITA | KEN | MAR | AUT | GRE | GBR | Pts  |
| --- | -------------- | --- | --- | --- | --- | --- | --- | --- | --- | ---- |
| 1   | Alpine-Renault | 9   |     | 9   |     |     | 9   | 9   |     | 36   |
| 2   | Saab           |     | 9   |     |     |     |     |     | 9   | 18   |
| 3   | Porsche        | 3.5 | 3   |     | 2   | 2   |     |     | 6   | 16.5 |
| 4   | Lancia         | 1   | 4   | 6   |     |     |     | 4   | 1   | 16   |
| 5   | Datsun         | 2   |     |     | 9   |     |     |     |     | 11   |
| =   | Fiat           |     |     | 2   |     |     | 6   | 3   |     | 11   |
| 7   | Peugeot        |     |     |     | 4   | 6   |     |     |     | 10   |
| 8   | Citroën        |     |     |     |     | 9   |     |     |     | 9    |
| =   | BMW            |     | 6   |     |     |     | 2   | 1   |     | 9    |
| 10  | Ford           |     |     |     | 3   |     |     |     | 3   | 6    |
| 11  | Volkswagen     |     |     |     |     |     | 4   |     |     | 1    |
| =   | Opel           |     | 2   |     |     |     |     | 2   |     | 4    |

Notitie:
- De Coupes des Alpes zag minder dan 50 deelnemers aan de start komen, waardoor deze niet werd meegerekend in het kampioenschap.

### Seizoen 1972
| Ronde | Rally                                                         | Competitieve afstand     | Podium | Podium                | Podium                     | Podium   |
| Ronde | Rally                                                         | Competitieve afstand     | Pos    | Rijder                | Auto                       | Tijd     |
| ----- | ------------------------------------------------------------- | ------------------------ | ------ | --------------------- | -------------------------- | -------- |
| 1     | 41ème Rallye Automobile de Monte Carlo (21 – 28 januari 1972) | 15 proeven 398 km        | 1      | Sandro Munari         | Lancia Fulvia 1.6 Coupé HF | 05:57.55 |
| 1     | 41ème Rallye Automobile de Monte Carlo (21 – 28 januari 1972) | 15 proeven 398 km        | 2      | Gérard Larousse       | Porsche 911 S              | 06:08.45 |
| 1     | 41ème Rallye Automobile de Monte Carlo (21 – 28 januari 1972) | 15 proeven 398 km        | 3      | Rauno Aaltonen        | Datsun 240Z                | 06:12.35 |
|       |                                                               |                          |        |                       |                            |          |
| 2     | 23rd International Swedish Rally (17 – 20 februari 1972)      | 37 proeven 802 km        | 1      | Stig Blomqvist        | Saab 96 V4                 | 07:43.28 |
| 2     | 23rd International Swedish Rally (17 – 20 februari 1972)      | 37 proeven 802 km        | 2      | Björn Waldegård       | Porsche 911 S              | 07:47.44 |
| 2     | 23rd International Swedish Rally (17 – 20 februari 1972)      | 37 proeven 802 km        | 3      | Harry Källström       | Lancia Fulvia 1.6 Coupé HF | 07:52.32 |
|       |                                                               |                          |        |                       |                            |          |
| 3     | 20th East African Safari Rally (30 maart – 13 april 1972)     | 48 tijdcontroles 6350 km | 1      | Hannu Mikkola         | Ford Escort RS1600         | 09:13    |
| 3     | 20th East African Safari Rally (30 maart – 13 april 1972)     | 48 tijdcontroles 6350 km | 2      | Sobiesław Zasada      | Porsche 911 S              | 09:41    |
| 3     | 20th East African Safari Rally (30 maart – 13 april 1972)     | 48 tijdcontroles 6350 km | 3      | Vic Preston Jr.       | Ford Escort RS1600         | 09:43    |
|       |                                                               |                          |        |                       |                            |          |
| 4     | 15ème Rallye du Maroc (27 – 30 april 1972)                    | 12 proeven 1563 km       | 1      | Simo Lampinen         | Lancia Fulvia 1.6 Coupé HF | 19:42.01 |
| 4     | 15ème Rallye du Maroc (27 – 30 april 1972)                    | 12 proeven 1563 km       | 2      | Bob Neyret            | Citroën DS 21              | 20:14.31 |
| 4     | 15ème Rallye du Maroc (27 – 30 april 1972)                    | 12 proeven 1563 km       | 3      | Raymond Ponnelle      | Citroën DS 21              | 20:28.39 |
|       |                                                               |                          |        |                       |                            |          |
| 5     | 20th Acropolis Rally (25 – 28 mei 1972)                       | 39 proeven 450 km        | 1      | Håkan Lindberg        | Fiat 124 Sport Spyder      | 06:18.18 |
| 5     | 20th Acropolis Rally (25 – 28 mei 1972)                       | 39 proeven 450 km        | 2      | Simo Lampinen         | Lancia Fulvia 1.6 Coupé HF | 06:18.41 |
| 5     | 20th Acropolis Rally (25 – 28 mei 1972)                       | 39 proeven 450 km        | 3      | Achim Warmbold        | BMW 2002 TI                | 06:19.59 |
|       |                                                               |                          |        |                       |                            |          |
| 6     | 43. Österreichische Alpenfahrt (6 – 8 september 1972)         | 17 proeven 329 km        | 1      | Håkan Lindberg        | Fiat 124 Sport Spyder      | 04:17.05 |
| 6     | 43. Österreichische Alpenfahrt (6 – 8 september 1972)         | 17 proeven 329 km        | 2      | Günther Janger        | Volkswagen 1302S           | 04:25.05 |
| 6     | 43. Österreichische Alpenfahrt (6 – 8 september 1972)         | 17 proeven 329 km        | 3      | Per Eklund            | Saab 96 V4                 | 04:32.17 |
|       |                                                               |                          |        |                       |                            |          |
| 7     | 14º Rallye Sanremo (22 – 25 oktober 1972)                     | 26 proeven 317 km        | 1      | Amilcare Ballestrieri | Lancia Fulvia 1.6 Coupé HF | 45.09    |
| 7     | 14º Rallye Sanremo (22 – 25 oktober 1972)                     | 26 proeven 317 km        | 2      | Sergio Barbasio       | Lancia Fulvia 1.6 Coupé HF | 48.51    |
| 7     | 14º Rallye Sanremo (22 – 25 oktober 1972)                     | 26 proeven 317 km        | 3      | Håkan Lindberg        | Fiat 124 Sport Spyder      | 58.25    |
|       |                                                               |                          |        |                       |                            |          |
| 8     | 24th Press-on-Regardless Rally (2 – 4 november 1972)          | 76 proeven - km          | 1      | Gene Henderson        | Jeep Wagoneer              | 03:24.21 |
| 8     | 24th Press-on-Regardless Rally (2 – 4 november 1972)          | 76 proeven - km          | 2      | Tom Jones             | Datsun 240Z                | 03:36.59 |
| 8     | 24th Press-on-Regardless Rally (2 – 4 november 1972)          | 76 proeven - km          | 3      | Erhard Dahm           | Jeep Wagoneer              | 03:43.38 |
|       |                                                               |                          |        |                       |                            |          |
| 9     | 21st Daily Mirror RAC Rally (2 – 5 december 1972)             | 72 proeven 580 km        | 1      | Roger Clark           | Ford Escort RS1600         | 06:50.07 |
| 9     | 21st Daily Mirror RAC Rally (2 – 5 december 1972)             | 72 proeven 580 km        | 2      | Stig Blomqvist        | Saab 96 V4                 | 06:53.32 |
| 9     | 21st Daily Mirror RAC Rally (2 – 5 december 1972)             | 72 proeven 580 km        | 3      | Anders Kulläng        | Opel Ascona                | 06:59.57 |

### Eindstand kampioenschap
| Pos | Merk           | MON | SWE | KEN | MAR | GRE | AUT | ITA | USA | GBR | Pts |
| --- | -------------- | --- | --- | --- | --- | --- | --- | --- | --- | --- | --- |
| 1   | Lancia         | 20  | 12  |     | 20  | 15  |     | 20  |     | 10  | 97  |
| 2   | Fiat           | 3   |     |     |     | 20  | 20  | 12  |     |     | 55  |
| 3   | Porsche        | 15  | 15  | 15  |     |     | 8   |     |     |     | 53  |
| 4   | Ford           | 8   |     | 20  |     |     |     |     | 20  | 48  |     |
| 5   | Saab           |     | 20  |     |     |     | 12  |     |     | 15  | 47  |
| 6   | Datsun         | 12  |     | 8   |     | 6   |     |     | 15  |     | 41  |
| 7   | Opel           | 2   | 10  |     |     | 2   | 6   | 1   |     | 12  | 33  |
| 8   | BMW            |     | 6   |     |     | 12  | 4   |     |     |     | 22  |
| =   | Jeep           |     |     |     |     |     |     |     | 20  |     | 20  |
| 10  | Citroën        |     |     |     | 15  |     |     |     |     |     | 15  |
| =   | Volkswagen     |     |     |     |     |     | 15  |     |     |     | 15  |
| 12  | Peugeot        |     |     | 4   | 8   |     |     |     |     |     | 12  |
| 13  | Volvo          |     |     |     |     |     |     |     | 10  | 1   | 11  |
| 14  | Renault        |     |     |     | 10  |     |     |     |     |     | 10  |
| 15  | Dodge          |     |     |     |     |     |     |     | 8   |     | 8   |
| =   | Toyota         |     |     |     |     |     |     |     | 6   | 2   | 8   |
| 17  | Alpine-Renault | 4   |     |     |     | 3   |     |     |     |     | 7   |
| 18  | Alfa Romeo     |     |     |     |     |     | 3   |     |     |     | 3   |